# 알바생들
《알바생들》은 2016년 개봉한 드라마 영화이다.

## 출연
- 이은미 : 경민 역
- 양근석 : 태진 역
- 심호성 : 인섭 역
- 이정렬 : 정렬 역
- 이준규 : 우진 역
- 로한 : 재훈 역
- 소윤 : 은정 역
- 안소희 : 지수 역
- 김택훈 : 봉구비어 사장 역
- 김민서 : 여동창 역
- 김영희 : 여손님 역
- 김연희 : 룸싸롱녀 1 역
- 최유라 : 룸싸롱녀 2 역
- 서우 : 룸싸롱녀 3 역
- 황소희 : 룸싸롱녀 4 역